# Orthogalumna saeva
Orthogalumna saeva är en kvalsterart som beskrevs av Balogh 1961. Orthogalumna saeva ingår i släktet Orthogalumna och familjen Galumnidae. Inga underarter finns listade i Catalogue of Life.